# Microsoft SharePoint Designer
Microsoft SharePoint Designer, službeno Microsoft Office SharePoint Designer je besplatan HTML editor tvrtke Microsoft. Dio je SharePointa i ne dolazi uz Office već se skida s interneta. 
SharePoint Designer i Microsoft Expression Web nasljednici su Microsoft FrontPagea.
Prva inačica programa, SharePoint Designer 2007, bila je komercijalna, a 31. travnja 2009. postaje besplatna. 24. travnja 2009. izašao je Service Pack 2 za Sharepoint. SharePoint 2010 je izdan 21. travnja 2010. i postao dostupan za digitalno preuzimanje.

## Vanjske poveznice
- SharePoint Designer stranica
- Download: SharePoint Designer 2007
- Download: Microsoft SharePoint Designer 2010 (32-bit)
- Download: Microsoft SharePoint Designer 2010 (64-bit)